# لوون نالباندیان
لوون نالباندیان (ارمنی: Լևոն Նալբանդյան (Լենոս)؛ زاده ۲۲ ژانویهٔ ۱۹۲۴ - درگذشته ۱۷ مارس ۱۹۹۴) نقاش و گرافیست اهل ارمنستان بود.

## زندگی‌نامه
وی در ۲۲ ژانویهٔ ۱۹۲۴ در گیومری به دنیا آمد و از مدرسه نقاشی گیومری (۱۹۳۸)، مدرسه شماره ۴ لوون شانت، کالج دولتی هنرهای زیبای پانوس ترلمزیان (۱۹۴۵) و آکادمی دولتی هنرهای زیبای ارمنستان (۱۹۵۲) فارغ‌التحصیل گشت. وی عضو اتحادیه هنرمندان اتحاد شوروی بود. وی همچنین برنده جوایزی همچون چهره هنری شایسته ارمنستان شوروی شد. وی در ۱۷ مارس ۱۹۹۴ در سن ۷۰ سالگی در ایروان درگذشت.

## نگارخانه

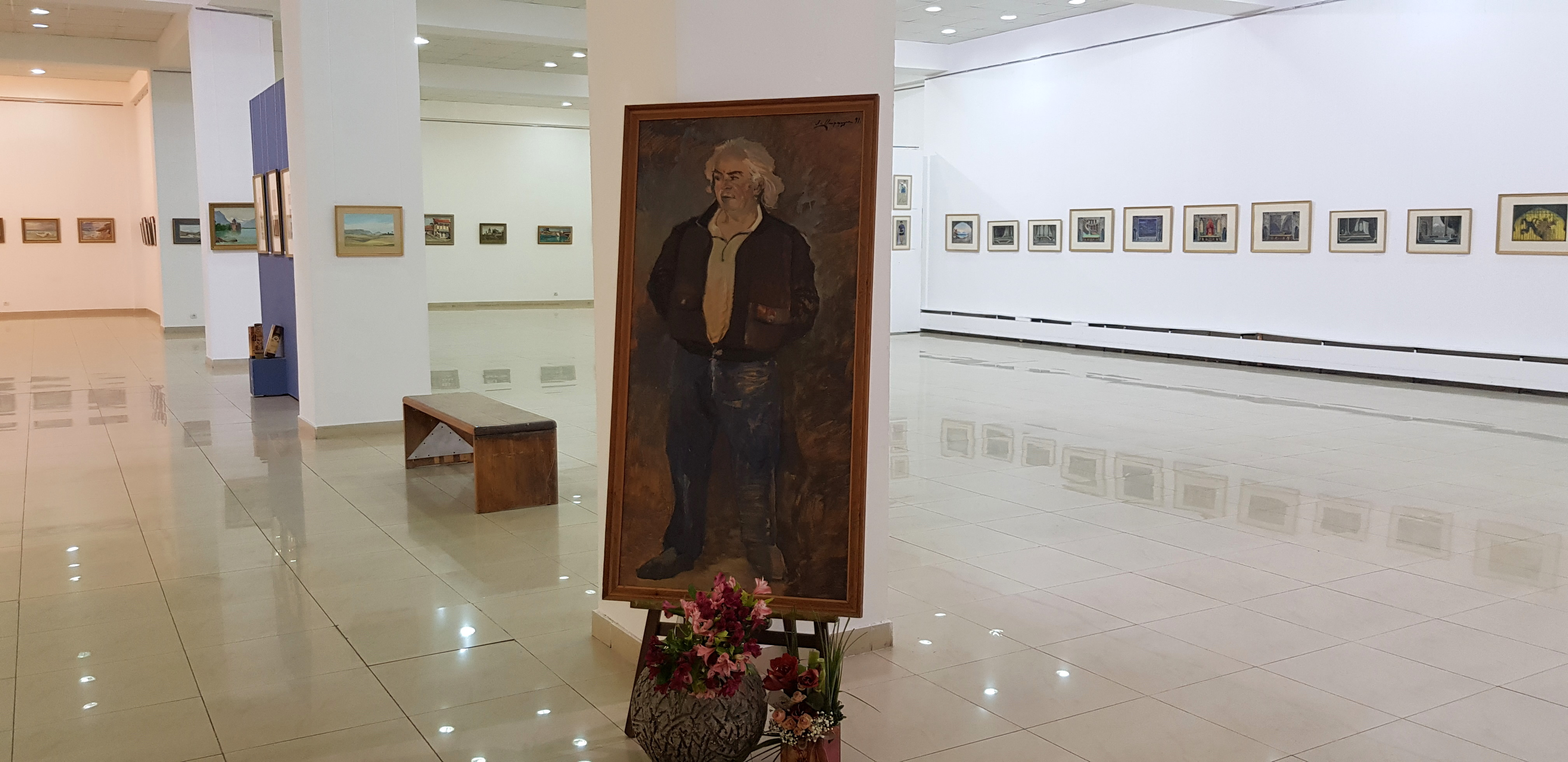